# Bonítol
El bonítol o bonyítol (Sarda sarda) és un peix teleosti, perciforme, de la família dels escòmbrids, que forma grans moles que s'acosten a la costa per a fresar.

## Morfologia
- Talla: màxima 90 cm, comuna de 25 a 65 cm
- Boca molt grossa, mandíbula superior a l'alçada o bé ultrapassant la vora posterior de l'ull.
- Sense dents a la banda superior de la llengua.
- Primer arc branquial amb 16 a 22 branquispines.
- Aletes dorsals juntes, la primera molt llarga i de perfil recte o còncau.
- De 7 a 9 pínnules dorsals i 6 a 8 pínnules anals.
- Pectorals curtes.
- Pèlviques separades per un apèndix bífid (procés interpèlvic).
- Línia lateral sinuosa.
- Cos cobert d'escates molt petites excepte a la zona del cap i aleta pectoral, on són molt ben desenvolupades.
- Peduncle caudal amb dues carenes laterals petites i una mitjana gran a cada costat.
- Color blau brillant al dors, amb 5 a 11 ratlles fosques, lleugerament oblíqües.
- Part inferior dels costats i ventre argentats.

## Comportament
Epipelàgic, sobretot a aigües costaneres, fins als 200 m de fondària.
Migrador, formant sovint moles prop de la superfície o bé nedant en parelles.

## Reproducció
A la Mar Catalana es reprodueix de maig a juliol.
Els ous són pelàgics i estan recoberts per una càpsula de fibres.

## Alimentació
És un gran depredador de peixos com sorells, sardines, verats i llisses.

## Distribució geogràfica
Es troba a tota la Mediterrània, incloent-hi la mar Negra. Es pesca també a les dues ribes de l'Atlàntic en aigües temperades i tropicals (a l'est, de Sud-àfrica a Escandinàvia, i a l'oest, del nord de l'Argentina a Massachusetts, Estats Units).

## Pesca
Carn molt gustosa, una mica llardosa, i d'interès comercial.
Pesca semiindustrial, artesanal i esportiva. Antigament, es pescaven mitjançant almadraves quan passaven prop de la costa en les seues migracions. Actualment, passen més lluny de la costa, i es capturen amb arts d'encerclament, tremall, línies de mà, curricà, teranyina i palangre. Molt interessant per la pesca esportiva des d'embarcació es captura amb les tècniques de pesca de curricà de costa, llancer i jigging.
Es troba ocasionalment als mercats i es comercialitza fresc, salat, fumat o en conserves.
La seua pesca no està regulada ni té talla mínima legal.